# Olga Alexandrowna Kotschnewa
Olga Alexandrowna Kotschnewa (russisch Ольга Александровна Кочнева; * 29. Juni 1988 in Dserschinsk, Oblast Nischni Nowgorod) ist eine russische Degenfechterin.

## Erfolge
Bei der Universiade 2009 in Belgrad gewann sie eine Bronzemedaille.
Bei den Weltmeisterschaften 2010 in Paris belegte die 1,69 m große Kotschnewa zusammen mit Wioletta Kolobowa, Tatjana Logunowa und Tatjana Andrjuschina den 6. Platz mit der russischen Degen-Mannschaft.
Bei den Olympischen Spielen 2016 gewann sie mit der russischen Degen-Mannschaft zusammen mit Wioletta Kolobowa, Tatjana Logunowa und Ljubow Schutowa die Bronzemedaille.
Bei den Europameisterschaften 2016 in Toruń belegte sie mit der russischen Degen-Mannschaft den 5. Platz.
Kotschnewa ist verheiratet und hat einen Sohn. Sie unterstützt die russische Bewegung gegen Gewalt an Kindern.

## Auszeichnungen
- 2016:  Verdienter Meister des Sports[7][2]
- 2016:  Medaille des Ordens für die Verdienste für das Vaterland II. Klasse[8][9][2]